# Xaibe
Xaibe är en ort i Belize.   Den ligger i distriktet Corozal, i den norra delen av landet, 130 km norr om huvudstaden Belmopan. Xaibe ligger 12 meter över havet och antalet invånare är 1 254.
Terrängen runt Xaibe är mycket platt. Närmaste större samhälle är Corozal, 4,9 km öster om Xaibe. 